# Wilburton (Kansas)
Wilburton és una àrea no incorporada localitzat al sud del Comtat de Morton, al sud-oest de l'estat estatunidenc de Kansas. Wilburton es localitza al tram de l'autovia U.S. Route 56 i l'autopista Cimarron Valley Railroad, uns 14 quilòmetres al nord-oest d'Elkhart. Wilburton està a 397,84 quilòmetres de la ciutat més gran de Kansas, Wichita; a 403,38 quilòmetres de la capital de Nou Mèxic, Santa Fe i a 205,95 quilòmetres d'Amarillo (Texas).